# Leopold IV (książę Lippe)
Leopold IV, niem. Leopold IV. Julius Bernhard Adalberd Otto Karl Gustav zur Lippe (ur. 30 maja 1871 w Oberkassel, zm. 30 grudnia 1949 w Detmold) – regent Lippe w imieniu księcia Aleksandra w 1904–1905, następnie książę w 1905–1918.

## Życiorys
Przyszedł na świat jako syn Ernesta hr. Biesterfeld i Karoliny Wartesleben. Wywodził się ze starszej linii domu panującego książąt Lippe. Kształcił się w instytucie kanoników regularnych w Roßleben. Następnie w gimnazjum we Frankfurcie nad Odrą. Ukończył także Królewskie Seminarium Nauczycielskie w Putbus, gdzie w 1891 zdał maturę. W 1891–1894 odbył służbę wojskową w armii cesarskiej. W 1894 rozpoczął studia z socjologii, ekonomii i historii na Uniwersytecie w Bonn, po czym przeniósł się do Berlina. W Bonn został przyjęty do Korporacji „Borussia”. W 1895 paraliż ojca, który sprawował regencję nad niezdolnym do rządzenia księciem Aleksandrem, zmusił Leopolda do przerwania studiów i powrotu do kraju. Wobec choroby regenta rozgorzał spór o sukcesję nad księstwem. Leopold przejął obowiązki ojca, sprawując faktycznie regencję, jednak występował w jego imieniu. Wraz ze śmiercią ojca 26 września 1904 Leopold ogłosił się regentem księcia, co podważył cesarz Wilhelm II. 13 stycznia 1905 wraz ze śmiercią księcia Aleksandra objął rządy jako Leopold IV, jednak sukcesja nadal była kwestionowana przez cesarza. Ostatecznie Sąd Najwyższy Rzeszy orzeczeniem z 25 października 1905 potwierdził prawa Leopolda zarówno do minionej regencji, jak i do sukcesji księstwa Lippe, uznając go jedynym prawowitym księciem i przyznając linii Biesterfeld dziedziczne prawo sukcesji w kraju. Decyzja ta zmusiła Wilhelma II do rezygnacji z osadzenia swojego szwagra, księcia Adolfa Schaumburg-Lippe, regenta księstwa urzędującego w Berlinie. W grudniu 1905 Leopold IV został intronizowany na księcia w Detmoldzie, którą to uroczystość zbojkotował cesarz. Konflikt ten został zażegnany dopiero w 1909, kiedy to Wilhelm II na znak pojednania przyznał Leopoldowi Krzyż Wielki Orderu Orła Czerwonego.
Podczas rewolucji listopadowej (1918) książę Leopold IV został wezwany przez Radę Ludowo-Żołnierską Lippe do abdykacji. Oczekując na zakończenie wojny i opanowanie sytuacji w kraju ostatecznie podpisał akt abdykacji 12 listopada 1918, jednocześnie zapowiadając objęcie tronu, jeśli obywatele Lippe powołają go z powrotem. W okresie republikańskiej Rzeszy prowadził długotrwałe spory sądowe o zabezpieczenie rodowego majątku. Był przeciwny polityce prowadzonej przez nazistów. Wobec tego w testamencie wydziedziczył swoich starszych synów Ernesta, Leopolda i Chlodwiga, którzy związali się silnie z nowym aparatem władzy. Za swojego następcę wskazał najmłodszego z nich, Armina.

## Rządy
Rządy Leopolda IV charakteryzował postęp gospodarczy i kulturalny, władca był otwarty na nowinki technologiczne i pokładał nadzieje w inwestycjach przemysłowych. W celu redukcji bezrobocia uruchomił warsztaty państwowe i zorganizował roboty publiczne, głównie przy inwestycjach budowlanych. Dzięki temu powstało bądź zostało przebudowanych wiele gmachów stolicy księstwa, m.in. siedziba rządu i parlamentu, banku krajowego, kas oszczędnościowo-kredytowych i spółdzielczych, gimnazjum, seminarium nauczycielskie, plebania protestancka. Zauważając duże znaczenie turystyki w gospodarce regionów niskouprzemysłowionych, z osobistego budżetu pokrył odwiert źródła wód mineralnych „Leopold” w Bad Salzuflen. Z własnych środków wspierał rozwój instytucji kultury i oświaty oraz inwestycje przemysłowe. Najważniejszą inwestycją księcia było powołanie Akademii Nauk Administracyjnych, który przygotowywała inwalidów wojennych i emerytów wojskowych do objęcia stanowisk urzędniczych. Rozwijał także kulturę, inwestując w odbudowę i ponowne uruchomienie teatru w Detmoldzie, który rozpoczął swoją działalność w 1916. W związku z reformą systemu oświatowego wprowadzonego w Rzeszy w 1914, doprowadził do uznania statusu branżowo-akademickiego założonej szkoły urzędniczej oraz seminarium nauczycielskiego, któremu nadał dozór szkolny nad instytutami kościelnymi.

## Odznaczenia
- Wielki Mistrz Orderu Domowego Lippeńskiego[2]
- Kawaler Honorowy Orderu Świętego Jana[3]
- Order Orła Czarnego (Prusy)[3]
- Order Orła Czerwonego (Prusy)
- Krzyż Żelazny I i II klasy (Prusy)[2]
- Order Świętego Huberta (Bawaria)[3]
- Order Korony Rucianej (Saksonia)[3]
- Order Korony Wendyjskiej (Meklemburgia-Strelitz)[4]

## Krąg rodzinny
Książę Leopold IV był dwukrotnie żonaty. Pierwsze małżeństwo zawarł 16 sierpnia 1901 z księżniczką Bertą von Hessen-Philippsthal-Barchfeld (1874–1919); drugie 26 kwietnia 1922 z księżną Anną zu Ysenburg-Büdingen, owdowiałą księżną Lippe-Weißenfeld (1886–1980). Leopold był ojcem sześciorga dzieci:
- (1) Ernest Leopold Chlodwig Juliusz Aleksy Wilhelm (1902–1987) – książę-następca 1905–1949, od 1949 książę krwi,
- (1) Leopold Bernard Wilhelm Fryderyk Henryk Aleksy Otto (1904–1965) – książę krwi,
- (1) Karolina Augusta Adelajda Matylda Maria Ludwika Paulina (1905–2001) – księżniczka krwi ⚭ Hans von Kanitz (1893–1968),
- (1) Chlodwig Leopold Fryderyk August Jerzy Rudolf Krystian Maksymilian (1909–2000) – książę krwi,
- (1) Zyglinda Berta Elżbieta Adelajda Julianna Kalma Batylda Maria Anna (1915–2008) – księżniczka krwi ⚭ Friedrich Karl Heldman (1904–1977),
- (2) Armin Leopold Ernest Bruno Willa August (1924–2015) – książę krwi, od 1949 książę-następca (pretendent do tronu).